# V-Rock Festival
El V-Rock Festival (ブイ・ロック・フェスティバル?) es un festival de música realizado en Japón enfocado a la escena Visual kei. Su primera versión se realizó el año 2009 durante dos días en el Makuhari Messe Hall donde participaron más de 50 bandas y como invitado especial Marilyn Manson. Su segunda versión se realizó el 23 de octubre de 2011 en el Saitama Super Arena.

## V-Rock Festival '09
La primera versión del festival se realizó el 24 y 25 de octubre de 2009 en el Makuhari Messe Hall ubicado en la ciudad de Chiba, al este-sudeste de Tokio.

## Artistas por fecha
| 24 de octubre - Abingdon Boys School - Alice Nine - Ali Project - Angelo - アヲイ - Bounty - Breakerz - D - D'ERLANGER - D'espairsRay - Doremidan - Irokui. - jealkb - Kra - La'cryma Christi - Marilyn Manson - Megamasso - Moi dix Mois - Ninjaman Japan - Penicillin - Plastic Tree - Sex Machineguns - Sohodolls - SuG - Toon-Factory - uBuGoe - Velvet - ViVid | 25 de octubre - Aoi. - Aural Vampire - Ayabie - Cascade - DaizyStripper - ダウト - DuelJewel - Exist † trace - The Gazette - Granrodeo - Hangry&Angry - heidi. - Inoran - Kagrra, - LM.C - Loveless - Lovex - lynch. - Matenrou Opera - Merry - Negative - -OZ- - Sadie - Screw - Takamiy - Anna Tsuchiya - the Underneath - 【 Vani;lla】 - Versailles - ヴィドール |

## V-Rock Festival '11
La segunda versión se realizó el 23 de octubre de 2011 en el Saitama Super Arena ubicado en la capital de la Prefectura de Saitama en Japón. Los primeros anuncios se venían haciendo desde mayo a través de la página oficial del evento, hasta que el 23 de mayo se reveló la fecha y el lugar donde se realizaría sin dar a conocer aun detalles de las bandas invitadas.

### Artistas
- Administrator
- ALI PROJECT
- Black Veil Brides
- Born
- DaizyStripper
- Dead End
- DNR
- D=Out
- Eins:Vier
- girugamesh
- Golden Bomber
- Hero
- Kyary Pamyu Pamyu
- La' royque de zavy (cali≠gari)
- LM.C
- Lolita23q
- lynch.
- Matenrou Opera
- Michael Monroe
- Mix Speaker's, Inc.
- Mucc
- Piko
- Screw
- Sophia
- SuG
- Versailles
- vistlip
- ViViD
- YELLOW FRIED CHICKENz
- Jin-Machine
- Seremedy
- umbrella